# Naumburg (Saale)
Naumburg (Saale) (in basso tedesco  Naumborg) è una città di 32 289 abitanti della Sassonia-Anhalt, in Germania.
È capoluogo del circondario del Burgenland. Si trova a sud di Halle (Saale), in una regione vinicola, alla foce del fiume Unstrut, non lontana dal confine con la Turingia.

## Storia
La prima menzione di Naumburg (Saale) nei documenti risale al 1012, allorché viene citata come "nuovo castello degli Eccardingi", stirpe che detenne il titolo di margravio di Meißen, all'incrocio delle vie commerciali. Nel 1030, in corrispondenza del primo nucleo urbano, sorse una cattedrale al posto del monastero originario (menzionato già nel 1021), due anni dopo il trasferimento della diocesi da Zeitz approvato da papa Giovanni XIX. Nel 1028 Naumburg ricevette il diritto di organizzare un mercato; nel 1144 ottenne lo status di città. Dal 1565 era situata entro i confini dell'Elettorato di Sassonia; a partire dal 1657 fece parte del ducato territorialmente piccolo di Sassonia-Zeitz. Fra il 1718 e il 1763 Naumburg (Saale) era legata all'unione con il Regno di Polonia, dal 1807 con il Regno di Sassonia, incorporato al Ducato di Varsavia. Nel 1815 la città passò sotto il dominio della Prussia. Nel 1846 venne inaugurata la linea ferroviaria che la collega con Halle (Saale) e con Erfurt. Una seconda rete ferroviaria la collegò ad Artern dal 1889. Nel 1892 fu costruita una linea tranviaria, che inizialmente era alimentata da motori a vapore; dal 1907 si passò invece all'utilizzo di locomotori con trazione elettrica. All'epoca della DDR risale la costruzione di industrie metallurgiche, meccaniche, farmaceutiche e delle calzature.
Il 1º luglio 1991 venne aggregato alla città di Naumburg/ Saale il comune di Neidschütz, seguito il 1º ottobre dal comune di Wettaburg. Il 1º gennaio 1992 venne aggregato anche il comune di Flemmingen.
Il 1º gennaio 2010 vi vennero aggregati i comuni di Bad Kösen, Crölpa-Löbschütz, Janisroda e Prießnitz.

## Monumenti e luoghi d'interesse

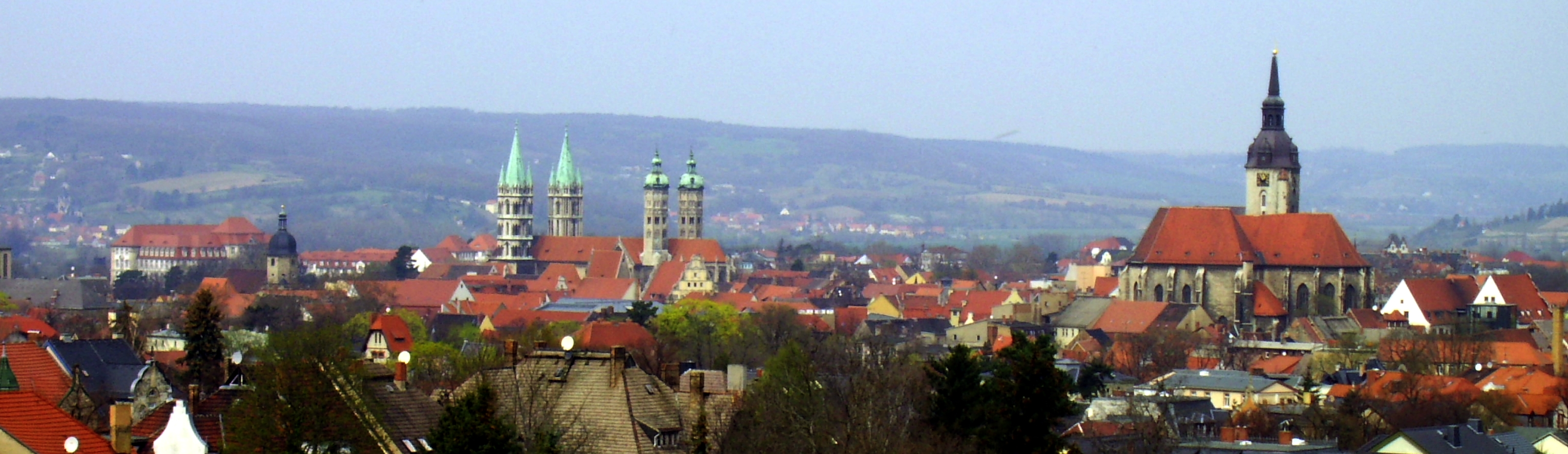
Belvedere del centro storico

- Nel duomo dei Santi Pietro e Paolo, di pianta basilicale e volta cruciforme, dedicata agli apostoli Pietro e Paolo, si trova un notevole gruppo di sculture del maestro di Naumburg. Tra queste il celeberrimo ritratto di Uta di Ballenstedt, che ispirò Walt Disney nel disegnare la cattiva di Biancaneve, la regina Grimilde.
- Il centro storico e il mercato.
- Il Municipio.
- La Nietzsche-Haus, la casa dove visse il filosofo Nietzsche, museo visitabile.
- Chiesa di St Wenzel, che contiene il grandioso organo Hildebrandt 1746 progettato e collaudato da J S Bach, restaurato dopo sette anni di lavori nel 2000.

## Amministrazione

### Gemellaggi
Naumburg è gemellata con:
- Aquisgrana, dal 1988

La frazione di Bad Kösen è gemellata con:
- Nidda, dal 1991
- Naumburg è inoltre membro della lega delle città di tradizione ussita[7].